# René Hanriot

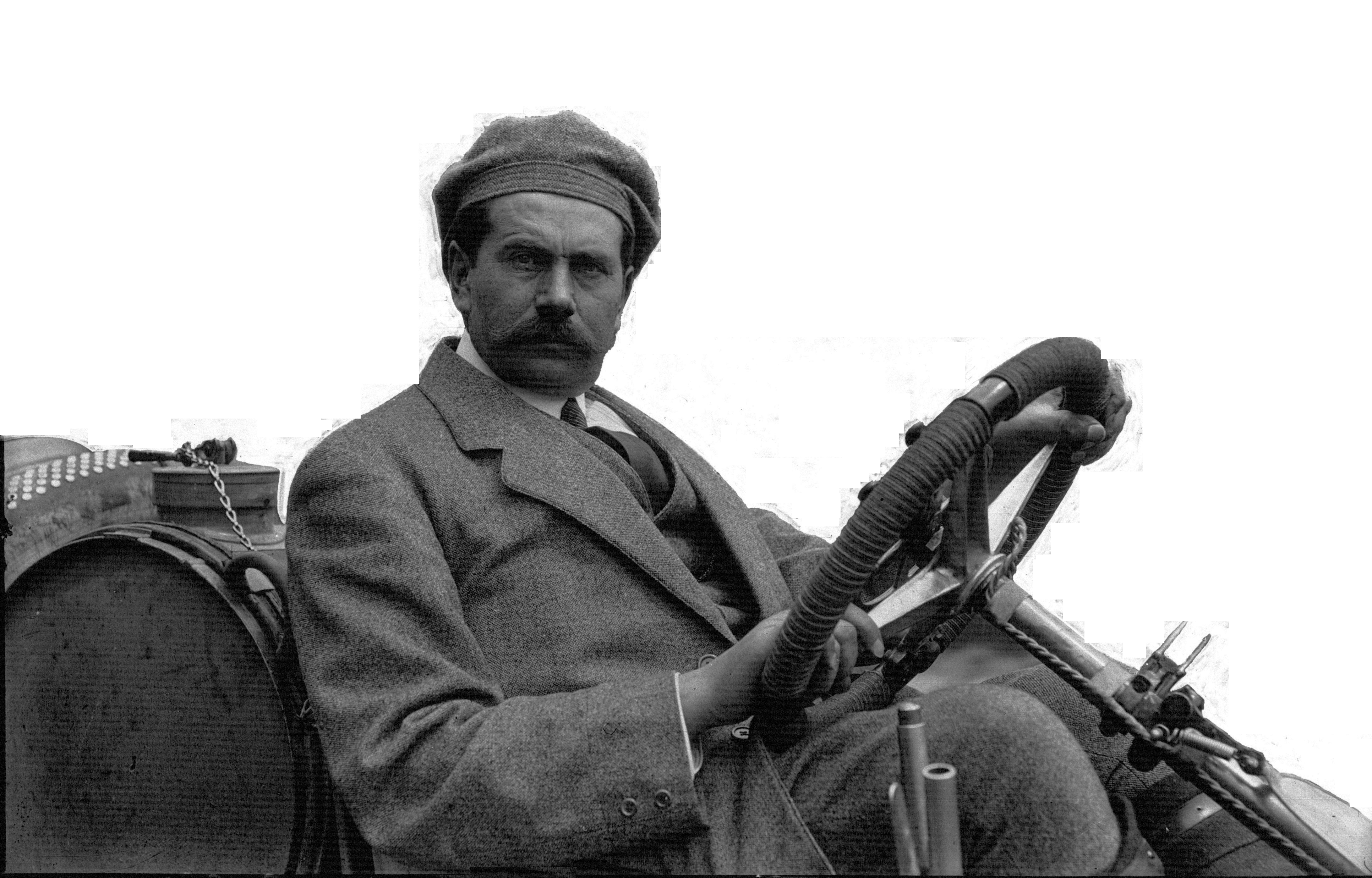
Hanriot mit seinem Lorraine-Dietrich Type GP beim Großen Preis von Frankreich 1912 in Dieppe

René Hanriot (* 11. Juni 1867 in Vaite; † 6. Oktober 1925 in Neuilly-sur-Seine) war ein französischer Automobilrennfahrer und Flugpionier.

## Leben
René Hanriot startete 1906 auf Darracq. Beim Ardennen-Rennen belegte er hinter Arthur Duray (Lorraine-Dietrich) den zweiten Rang. Beim Großen Preis von Frankreich schied er kurz nach dem Start mit Motorschaden aus.
Hanriot wurde 1907 für Benz & Cie. jeweils Dritter bei der Coppa Florio und bei der Coppa della Velocità sowie Vierter beim Ardennen-Rennen. 1908 wurde er Vierter beim Großen Preis von Amerika und Dritter beim Großen Preis von Frankreich mit einem 105-PS-Benz.
Im Jahre 1908 versuchte René Hanriot, einen Antoinette-Eindecker zu erwerben. Dessen Lieferung verzögerte sich, so dass er beschloss, eigene Flugzeuge zu bauen. Seine Firma Société des monoplans Hanriot lief zunächst gut, aber durch kaufmännische Fehler musste er 1912 Insolvenz anmelden. Im Jahr 1912 startete er abermals beim Großen Preis von Frankreich und schied in der Rennmitte aufgrund eines Feuers aus.
Mit Ausbruch des  Ersten Weltkrieges gründete er ein neues Flugzeugwerk, die Aeroplanes Hanriot et Cie. Er schloss sich mit Emile Dupont zusammen, der zuvor Rennflugzeuge bei Deperdussin, Ponnier, Morane und Nieuport entwickelt hatte.
Zunächst fertigte Hanriot in seinem Werk in Billancourt bei Paris die britische Sopwith 1½ Strutter in Lizenz. Dupont konzipierte indessen einen der britischen Sopwith Pup ähnlichen Einsitzer, der im Juni 1916 als HD.1 einen Erstflug absolvierte. Die Maschine wurde in Frankreich nicht angenommen, bildete aber in Italien und Belgien das Rückgrat der Jagdfliegerkräfte.
Bis Kriegsende hatte seine Fabrik rund 5000 Flugzeuge hergestellt. Obwohl nach Kriegsende zahlreiche Zweisitzer überzählig waren, gelang ihm ein weiterer Erfolg mit dem Schuldoppeldecker HD.14. Von diesem Typ wurden in Frankreich etwa 2100 Exemplare gefertigt, und in Polen und Japan entstanden Lizenzversionen. Die Fertigung lief nach seinem Tod bis 1926 weiter. Sein Sohn Marcel führte das Unternehmen bis zur Verstaatlichung der französischen Luftfahrtindustrie 1936 weiter.